# Eps-Überweisung
Die eps-Überweisung (Electronic Payment Standard) ist ein von vielen österreichischen Banken und von der Studiengesellschaft für Zusammenarbeit im Zahlungsverkehr (STUZZA) entwickelter Online-Bezahldienst für Einkäufe im Internet sowie für die Bezahlung von Gebühren und Abgaben an Behörden und öffentliche Institutionen in Österreich.

## Funktionen der eps-Überweisung
Kunden entscheiden sich für eine Ware oder Dienstleistung in einem Onlineshop. Über einen Button wählt der Kunde das Bezahlsystem eps-Überweisung aus und wird auf eine zentrale Bankenauswahlliste weitergeleitet. Nach Auswahl seiner Bank wird der Kunde mit dem entsprechenden Online Banking verbunden. Nach erfolgreicher Anmeldung und Freigabe via TAN oder elektronischer Signatur wird der fällige Betrag vom Konto des Käufers auf das Konto des Händlers überwiesen.
Ab dem 1. Juli 2014 waren das deutsche giropay System und das österreichische eps System über eine gemeinsame Schnittstelle direkt miteinander verbunden. Kunden konnten also über die oben erwähnte Zentrale Bankenauswahl wie bisher (weitestgehend) alle österreichischen Banken, aber zusätzlich auch all jene deutschen Banken, welche giropay unterstützten, auswählen und sich direkt zum jeweiligen Online Banking verbinden lassen (sofern der Webshop die entsprechende Händlervereinbarung mit seiner Hausbank abgeschlossen hat). Damit konnten deutsche Kunden österreichischer Webshops genauso bezahlen wie österreichische Kunden. giropay wurde mit Ende 2024 eingestellt.

## Sicherheit
Gegenüber anderen Online-Bezahlverfahren werden bei der eps-Überweisung  keine sensiblen Daten des Käufers bekannt gegeben. Der Bezahlvorgang im Webshop ist strikt vom Bezahlvorgang im Online-Banking getrennt.

## Vorteile für Web-Shop Betreiber
Bieten Webshop-Unternehmen ihren Kunden die Bezahlmethode eps Online-Überweisung an, erhalten Händler beim Verkauf ihrer Produkte und Dienstleistungen eine sofortige Zahlungsbestätigung der ausstellenden Käuferbank, ob die Zahlung durchgeführt wird und müssen nicht mehr auf den Zahlungseingang warten. Somit kann die Warenlieferung oder der Download schnellstmöglich veranlasst oder bereitgestellt werden.

## Finanzamt
In der ersten Jahreshälfte 2016 stellten die Finanzämter in Österreich von Zahlschein bzw. Übermittlung von Belegdaten durch die Banken auf Zahlungsverkehr per eps um.

## Marken und Services
STUZZA hält 3 Wort-Bildmarken für 3 Dienstleistungen. Gemeinsames Element ist das Vorhängeschloss in der Farbe ähnlich Magenta mit im Korpus eingeschriebenem weißem „e“ mit waagrecht verlängertem Abstrich. Über diesem Korpus-Quadrat mit abgerundeten Ecken schwebt mit etwas Abstand ein Schlossbügel. Rechts des „e“ folgen zwei weitere Kleinbuchstaben in Grau. Darunter in kleinerer Kursivschrift – ebenfalls grau – ein erläuterndes Wort.
- eid-Identifikation
- eps-Überweisung („electronic-payment-standard“)
- ems-Lastschrift (e-Mandat Service)[6]